# Цзянъин (аэропорт)
Наньянский аэропорт Цзянъинь (кит. упр. 南阳姜营机场), (ИАТА: NNY, ИКАО: ZHNY) — гражданский аэропорт, обслуживающий коммерческие авиаперевозки городского округа Наньян (провинция Хэнань, Китайская Народная Республика). Порт находится вблизи волости Цзянъинь, в 12 километрах к востоку от центра городского округа.
Аэропорт был открыт в октябре 1992 года. В 1998 году проводились работы по расширению инфраструктуры объекта.

## Инфраструктура
Наньянский аэропорт Цзянъинь эксплуатирует одну взлётно-посадочную полосу размерами 2300х50 метров (класс 4C) с бетонным покрытием и одно здание пассажирского терминала площадью 3000 квадратных метров.

## История
В апреле 1934 года на месте современного аэропорта была построена взлётно-посадочная полоса и здание небольшого аэродрома, которые в ходе Второй мировой войны были оккупированы японской армией. После окончания войны аэродром использовался для нужд вооружённых сил Китая, эпизодически обслуживая и коммерческие рейсы.
К октябрю 1992 года все объекты инфраструктуры военного аэродрома были снесены и на их месте возведена современная взлётно-посадочная полоса и здание пассажирского терминала. Общий бюджет проекта составил 77 миллионов юаней. В 1998 году проводились работы по удлинению ВПП до 2300 метров, на которые было потрачено 22,8 миллионов юаней, а в 2004 году из аэропорта открылись регулярные рейсы в Гуанчжоу, Шанхай и Пекин.